# Belkis
Belkis (בלקיס) ist ein hebräischer weiblicher Vorname.

## Herkunft und Bedeutung
Belkis, Bilqîs, Bilqis, Bilkis oder Balkis ist der im islamischen Kulturkreis verwendete Name der legendären Königin von Saba. In der Bibel und im Koran trägt diese keinen Eigennamen.

## Namensträgerinnen
- Belkis Concepción (* 1961), dominikanische Sängerin
- Belkis Ayón (1967–1999), kubanische Künstlerin
- Belkıs Akkale (* 1954), türkische Sängerin und Schauspielerin

## Verwendungen als Werktitel
- Belkis, Regina di Saba (1931), Ballett von Ottorino Respighi